# Église Saint-Laurent de Saint-Sauveur-Lendelin
Pour les articles homonymes, voir Église Saint-Laurent.
L'église Saint-Laurent de Saint-Sauveur-Lendelin est un édifice catholique qui se dresse sur le territoire de la commune française de Saint-Sauveur-Lendelin, dans le département de la Manche en région Normandie.
L'église est partiellement inscrite aux monuments historiques.

## Localisation
L'église Saint-Laurent est située dans le bourg de Saint-Sauveur-Lendelin, dans le département français de le Manche.

## Description

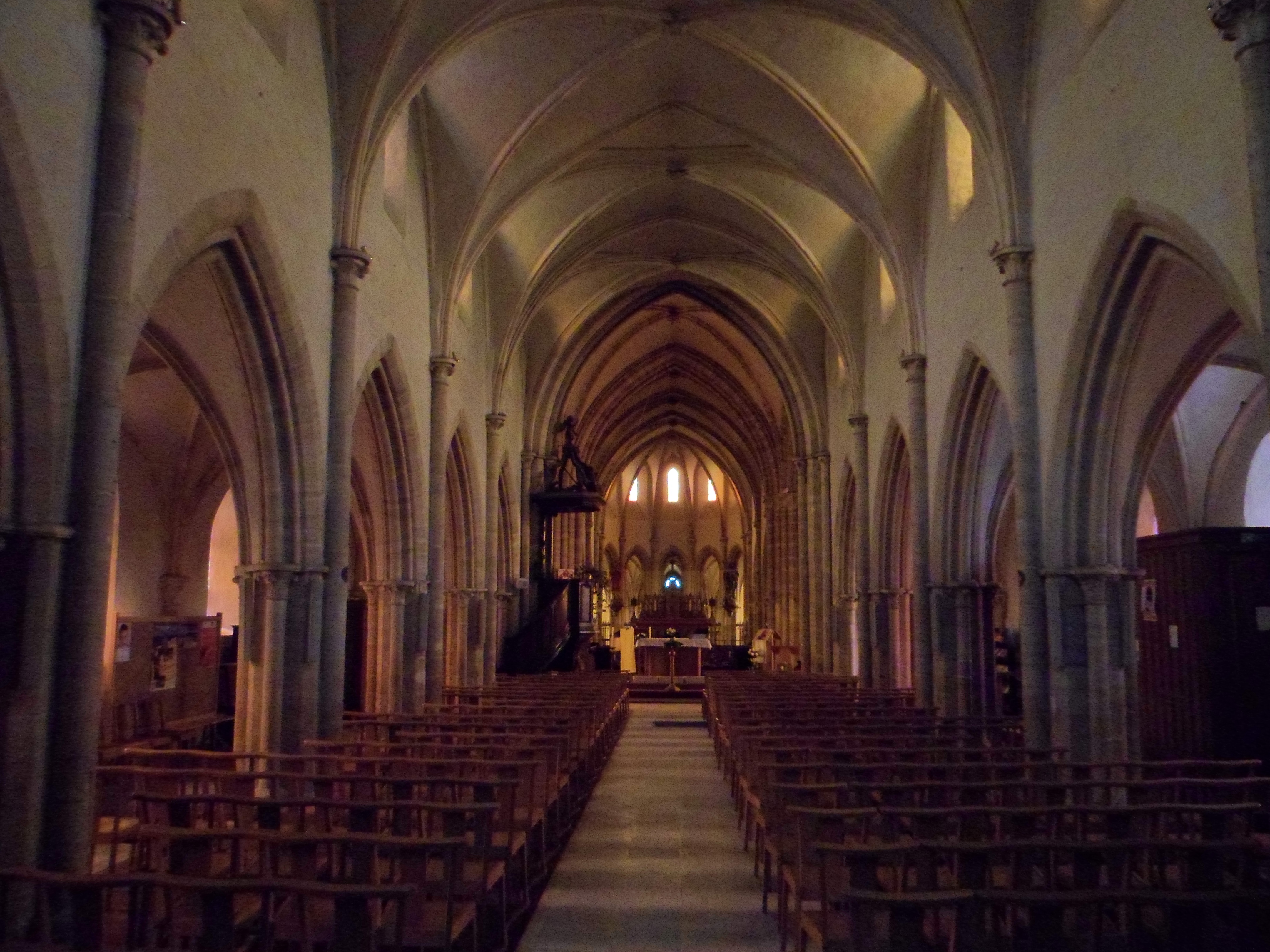
La nef.

L'église présente le plan couramment répandu du XIIIe au XIVe siècle : une nef de deux étages d'arcades et de baies, et des bas-côtés couvert d'un toit indépendant.
L'église du milieu du XIIIe siècle a un clocher-porche qui renfermant à l'étage le logis du custos (sacristain). Le transept et le chœur ont été refaits à la fin du XIXe siècle.

## Protection aux monuments historiques
Le clocher est inscrit au titre des monuments historiques par arrêté du 5 mai 1975.